# Selena Soro i Gómez
Selena Soro i Gómez (Barcelona, 1991) és una periodista i escriptora catalana, col·laboradora del diari Ara.
Soro va viure a la muntanya amb les seves dues mares i la seva germana fins als quinze anys, i va ser a Sort (Pallars Sobirà) on una professora de l'institut Hug Roger III on estudiava li va encarregar que escrivís un conte (Un mar de boira), que seria amb el temps la llavor de la seva primera novel·la, Misteris de la boira. El febrer del 2020 va ser guardonada amb el 9è premi Carlemany per al foment de la lectura pel seu debut literari, una novel·la fantàstica sobre l'aventura d'una noia, la Gala, que viu en un poble remot d'un món en què està prohibit estimar, i que s'enfronta a un dilema moral. La va publicar l'editorial Columna al setembre de 2020.
L'octubre de 2021, Misteris de la boira va guanyar el Premi Alba a la millor novel·la de fantasia juvenil en català, que organitza des del 2020 l'associació cultural El Biblionauta.
Entre les seves influències com a escriptora, es troben J.K. Rowling, Philip Pullman i Michael Ende. Actualment resideix a Cardedeu.